# KfW-Wohneigentumsprogramm
Das KfW-Wohneigentumsprogramm der Kreditanstalt für Wiederaufbau unterstützt durch zinsgünstige Darlehen den Erwerb oder den Bau von selbst genutzten Eigentumswohnungen und Eigenheimen in Deutschland (Wohneigentum) sowie den Erwerb von Genossenschaftsanteilen. Es werden nur natürliche Personen gefördert.

## Bedingungen und Konditionen
Beide Produkte sehen einen maximalen Förderbetrag von 50.000 Euro vor. (aktuell für KFW 124 sogar bis 100.000 Euro. Stand: 11. Januar 2020)
Beim Bau werden folgende Kosten berücksichtigt:
- die Kosten des Baugrundstücks,
- die Baukosten inklusive Baunebenkosten und
- die Kosten der Außenlagen.

Wird eine selbst genutzte Immobilie gekauft, werden
- der Kaufpreis,
- Nebenkosten sowie
- anfallende Instandsetzungs-, Umbau- und Modernisierungskosten gefördert.

In beiden Fällen muss der Umfang der Investition so bemessen sein, dass die daraus entstehenden Belastungen des Kreditnehmers, wie Bewirtschaftungskosten und Kapitaldienste, durch das Einkommen abgedeckt sind.
Beim KfW-Wohneigentumsprogramm werden die Zinsen wahlweise für einen Zeitraum von 5 oder 10 Jahren festgeschrieben. Nach Ablauf unterbreitet die KfW ein Angebot zur Anschlussfinanzierung (entfällt beim Volltilgerdarlehen). Die Zahlungen erfolgen vierteljährlich auf Grundlage von monatlichen Annuitäten. Sondertilgungen sind nur in Höhe des Gesamtbetrages vorgesehen. Dabei fällt eine Vorfälligkeitsentschädigung an.
Bei der Produktnummer 124 (für Wohneigentum) ist der Kredit in voller Höhe grundpfandrechtlich abzusichern. Für die Produktnummer 134 (Genossenschaftsanteile) werden die Absicherungen mit dem vermittelnden Finanzierungsinstitut vereinbart.
Das KfW-Darlehen lässt sich mit anderen öffentlichen Fördermitteln uneingeschränkt kombinieren, solange die Höhe der Förderzusagen nicht die förderfähigen Aufwendungen übersteigen.
Die Antragsstellung erfolgt über einen Kreditvermittler oder eine Bank, die in aller Regel auch das Hauptdarlehen vermittelt. Der Antrag ist vor Beginn des Vorhabens zu stellen, spätestens unmittelbar nach Abschluss des notariellen Kaufvertrags. Beim Erwerb eines Baugrundstückes kann das KfW-Wohneigentumsprogramm sechs Monate nach Erwerb beantragt werden.
Umschuldungen und Nachfinanzierungen für abgeschlossene Vorhaben sind ausgeschlossen.

### Kreditlaufzeiten und Zinskonditionen
Die Mindestlaufzeit beträgt vier Jahre.
Folgende Kreditlaufzeiten gelten für die Produktnummer 124:
- bis zu 20 Jahre Laufzeit bei 1 bis 3 tilgungsfreien Jahren
- bis zu 35 Jahre Laufzeit bei 1 bis 5 tilgungsfreien Jahren
- bis zu 10 Jahre Laufzeit mit vollständiger Tilgung zum Laufzeitende

Folgende Kreditlaufzeiten gelten für die Produktnummer 134:
- bis zu 20 Jahre Laufzeit bei 1 bis 3 tilgungsfreien Jahren
- bis zu 10 Jahre Laufzeit mit vollständiger Tilgung zum Laufzeitende

Informationen zu den aktuell gültigen Zinskonditionen können auf den Internetseiten der KfW eingeholt werden.

## Förderung zur Beseitigung von Hochwasserschäden
Die Beseitigung der durch das Hochwasser im Mai/Juni 2013 entstanden Schäden werden mit bis zu 50 000 Euro mit einem KfW-Aktionsplan gefördert. Die Förderung bezieht sich nur auf Schäden, die am Wohngebäude einschließlich der Außenanlagen entstanden sind. Davon ausgenommen ist die Neuanschaffung von Einrichtungsgegenständen.